# Ksenia Pechkina
Ksenia Konstantinovna Pechkina (en russe : Ксения Константиновна Пешкина) est une ancienne joueuse de volley-ball russe née le 28 février 1986 à Zelenogorsk. Elle mesure 1,88 m et jouait au poste de centrale. 

## Clubs
| Club                 | De        | À         |
| -------------------- | --------- | --------- |
| Start Zelenogorsk    | 2000-2001 | 2002-2003 |
| Samorodok Khabarovsk | 2003-2004 | 2007-2008 |
| Omitchka Omsk        | 2008-2009 | 2009-2010 |
| Dinamo Kazan         | 2010-2011 | 2010-2011 |
| Avtodor-Metar        | 2011-2012 | 2011-2012 |
| Fakel Novy Ourengoï  | 2012-2013 | 2012-2013 |

## Palmarès
- Coupe de Russie
  - Vainqueur : 2010.
  - Finaliste : 2005.
- Championnat de Russie
  - Vainqueur : 2011.